# Mohamed Kanno
Mohamed Kanno (en árabe: محمد إبراهيم كنو‎; 22 de septiembre de 1994) es un futbolista saudí que juega en la demarcación de centrocampista para el Al-Hilal Saudi FC de la Liga Profesional Saudí.

## Selección nacional
Tras jugar en la selección de fútbol sub-23 de Arabia Saudita, hizo su debut con la selección absoluta el 25 de diciembre de 2017 en un encuentro de la Copa de Naciones del Golfo de 2017 contra los Emiratos Árabes Unidos que finalizó con un resultado de empate a cero. El 4 de junio el seleccionador Juan Antonio Pizzi le convocó para disputar la Copa Mundial de Fútbol de 2018, donde llegó a disputar un partido.

### Participaciones en Copas del Mundo
| Mundial              | Sede  | Resultado    | Partidos | Goles |
| -------------------- | ----- | ------------ | -------- | ----- |
| Copa Mundial de 2018 | Rusia | Primera fase | 1        | 0     |
| Copa Mundial de 2022 | Catar | Primera fase | 3        | 0     |

### Goles internacionales
| # | Fecha                   | Estadio                                              | Oponente   | Gol | Resultado | Competición                        |
| - | ----------------------- | ---------------------------------------------------- | ---------- | --- | --------- | ---------------------------------- |
| 1 | 15 de mayo de 2018      | Estadio Olímpico de La Cartuja, Sevilla, España      | Grecia     | 2–0 | 2-0       | Amistoso                           |
| 2 | 13 de octubre de 2023   | Estadio Municipal de Portimão, Portimão, Portugal    | Nigeria    | 2–2 | 2-2       | Amistoso                           |
| 3 | 21 de enero de 2024     | Estadio Áhmad bin Ali, Rayán, Catar                  | Kirguistán | 0–1 | 0-2       | Copa Asiática 2023                 |
| 4 | 25 de diciembre de 2024 | Estadio Sulaibikhat, Sulaibikhat, Kuwait             | Yemen      | 2–1 | 2-3       | Copa de Naciones del Golfo de 2024 |
| 5 | 31 de diciembre de 2024 | Estadio Internacional Jaber Al-Ahmad, Kuwait, Kuwait | Omán       | 2–1 | 2-1       | Copa de Naciones del Golfo de 2024 |

## Clubes
| Club              | País           | Año       | Partidos | Goles |
| ----------------- | -------------- | --------- | -------- | ----- |
| Al-Ettifaq Club   | Arabia Saudita | 2013-2017 | 96       | 19    |
| Al-Hilal Saudi FC | Arabia Saudita | 2017-     | 299      | 23    |

## Palmarés

### Campeonatos nacionales
| Título                 | Club              | País           | Año  |
| ---------------------- | ----------------- | -------------- | ---- |
| Liga Profesional Saudí | Al-Hilal Saudi FC | Arabia Saudita | 2018 |